# Comisia Națională de Heraldică
Comisia Națională de Heraldică de pe lângă Președintele Republicii Moldova este autoritatea națională care are scopul de a asigura și promova politica de stat unitară în domeniul simbolurilor publice în Moldova.

## Componența Comisiei
În Republica Moldova componeneța comisiei este umătoare:
- Președinte - Mariana Șlapac: arhitect, istoric al artei și arhitecturii, doctor habilitat în studiul artelor, conferențiar cercetător, membru corespondent al Academiei de Științe a Moldovei, cercetător științific principal la Institutul Patrimoniului Cultural.
- Vicepreședinte - Silviu Andrieș-Tabac: istoric-arhivist, doctor în istorie, conferențiar cercetător, Heraldist de Stat al Republicii Moldova, șeful Cabinetului de heraldică din cadrul Aparatului Președintelui Republicii Moldova, președintele Societății de Genealogie, Heraldică și Arhivistică „Paul Gore”
- Secretar - Angela Furtună, istoric, magistru în drept, heraldist secretar în Cabinetul de heraldică din cadrul Aparatului Președintelui Republicii Moldova.
- Membru - Constantin Bogatov (22 decembrie 1957 – 6 mai 2021):  matematician, programator, heraldist, colecționar, autor de cărți de heraldică
- Membru - Anuța Boldureanu; istoric, numismat, doctor în istorie, conferențiar cercetător, șeful sectorului „Istorie și Muzeologie” a Muzeului Național de Istorie a Moldovei, președintele Societății Numismatice din Republica Moldova.
- Membru - Manole Brihune: protoiereu mitrofor, doctor în studiul artelor și culturologie, președintele sectorului sinodal „Arhitectură și Pictură Bisericească” al Mitropoliei Chișinăului și a Întregii Moldove.
- Membru - Varvara Buzilă; etnolog, doctor în filologie, conferențiar universitar, cercetător științific coordonator la Muzeul Național de Etnografie și Istorie Naturală, președintele Societății de Etnologie din Republica Moldova.
- Membru - Teodor Candu; istoric, licențiat în drept, doctor în istorie, conferențiar cercetător, director prim-adjunct al Muzeului Național de Etnografie și Istorie Naturală.
- Membru - Sergius Ciocanu; arhitect, doctor în arhitectură, pictor heraldist, cercetător științific superior la Institutul Patrimoniului Cultural, președintele Comitetului Moldovean al Consiliului Internațional pentru Monumente și Situri.
- Membru - Oxana Diaconu-Catan; grafician, magistru în arte, membru al Uniunii Artiștilor Plastici din Republica Moldova, lector universitar la Academia de Muzică, Teatru și Arte Plastice.
- Membru - Emil Dragnev; istoric și istoric al artei, doctor în istorie, conferențiar universitar, conferențiar la departamentul „Istoria românilor, universală și arheologie” al Universității de Stat din Moldova.
- Membru - Ivan Duminica; istoric, etnolog, bulgarist, doctor în istorie, cercetător științific superior la Institutul Patrimoniului Cultural, președintele Societății Științifice de Bulgaristică din Republica Moldova
- Membru - Natalia Mogol; licențiată în domeniul relațiilor economice internaționale și în domeniul managementului proprietății intelectuale, doctor în economie, interpret de limbă franceză, director general adjunct al Agenției de Stat pentru Proprietatea Intelectuală (AGEPI)
- Membru - Nicolae Nița; artist plastic, magistru în arte, membru al Uniunii Artiștilor Plastici din Republica Moldova, pictor heraldist în Cabinetul de heraldică din cadrul Aparatului Președintelui Republicii Moldova
- Membru - Daniel Racoviță; licențiat în arte, designer vestimentar, director general al SRL Casa de Modă „Daniel Racovizza”